# Ельдор Уразбаєв
Ельдор Магометович Уразбаєв (рос. Эльдор Магоматович Уразбаев; нар. 11 жовтня 1940, Ташкент, Узбецька РСР — пом. 21 лютого 2012, США) — радянський, казахський, російський кінорежисер і сценарист документального та ігрового кіно, актор. Лауреат Державної премії Казахської РСР (1978). Заслужений діяч мистецтв Російської Федерації (1998).

## Життєпис
Закінчив Московський державний університет ім. М. Ломоносова (1963) та Вищі курси сценаристів і режисерів (майстерня О. Алова і В. Наумова) (1972).
Працював на кіностудії «Казахфільм» асистентом режисера і режисером-постановником («Вибір» (1975), «Транссибірський експрес» (1977) та ін.), а з 1979 року почав ставити кінокартини на кіностудії ім. Горького («Фрак для шибеника» (1979), «Дивись в обидва!» (1981, у співавт.), «Інспектор ДАІ» (1982) тощо).
З 1982 року — керівник Першого творчого об'єднання кіностудії Горького, з 1987 — художній керівник творчого об'єднання «ТВК» (телевідеокіно) цієї студії, з 1995 — член Правління Кіностудії імені М. Горького.
У 1987 році поставив 5-серійний телефільм «Візит до Мінотавра» (за романом братів Аркадія і Георгія Вайнерів), що приніс режисерові і всій творчій групі великий глядацький успіх.
Співавтор сценарію російсько-української стрічки «Аріель» (1992, за мотивами однойменного роману О. Бєляєва).
Знімався в кіно і серіалах, у тому числі — в кінокартині «Авантюра» (1995, Україна—Росія).
У 2000-х поставив ряд російських телесеріалів.
Пішов з життя 21 лютого 2012 року в США.